# 容城县
容城县是河北省保定市下辖的一个县。县政府驻容城镇古城路46号。

## 历史沿革
汉置范阳县，属涿郡；曹魏改属范阳郡；隋更名为遒县；唐“圣历二年，契丹入寇，固守得全，因改名全忠县”。天宝元年改为容城县，属易州。宋辽之际为边境，北部属辽，侨治于新城县，南部属宋，属雄州。金合并南北二县，仍属雄州；元因之；明清皆属保定府；现属保定市。

## 行政区划

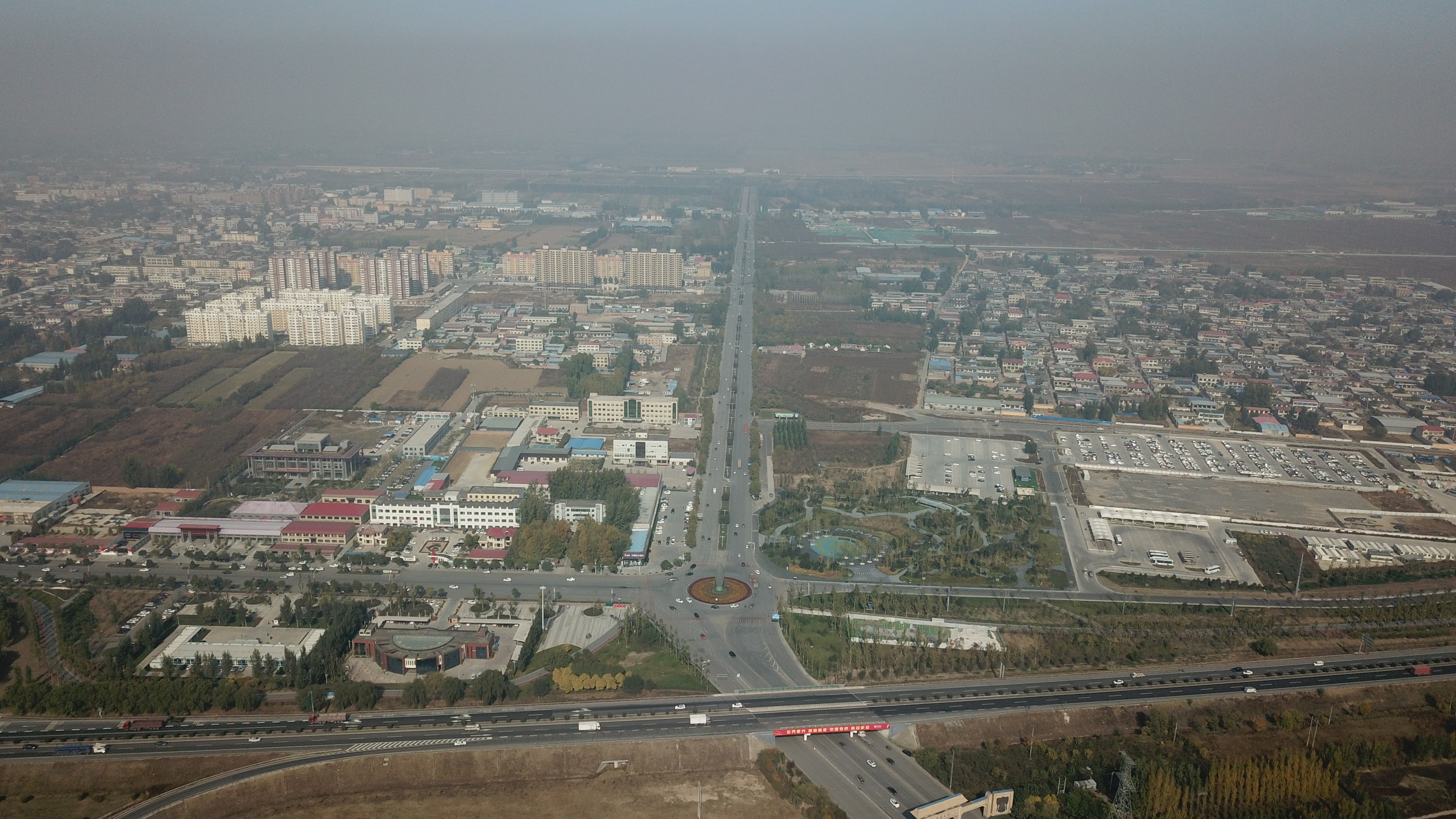
2019年容城县东，底部横向为荣乌高速，纵向为县城东津海大街，右下方为雄安新区P1停车场，右上为白塔村

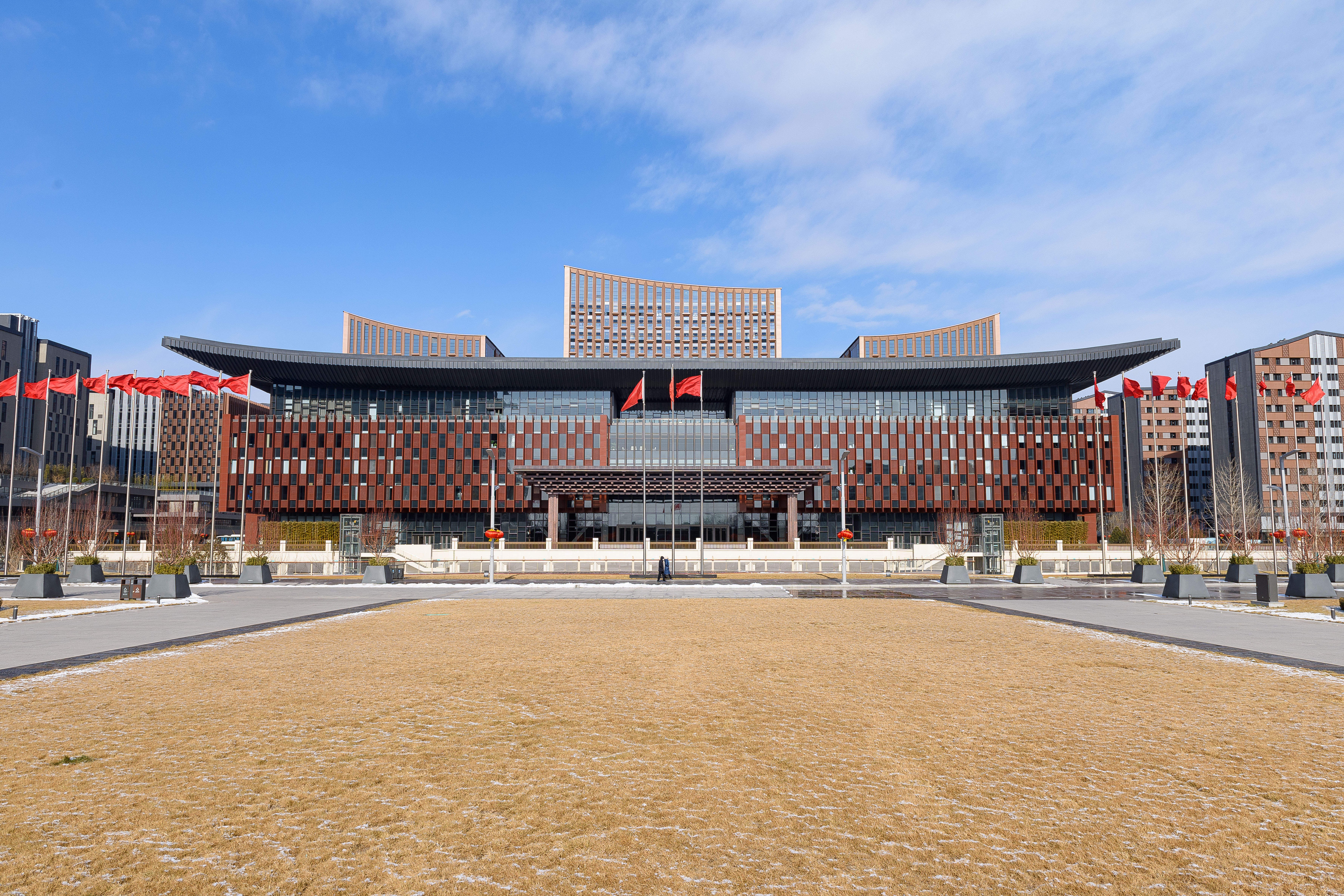
位于雄安新区容东片区的雄安商服会展中心

容城县下辖5个镇、3个乡：
容城镇、小里镇、南张镇、大河镇、晾马台镇、八于乡、贾光乡和平王乡。

## 人口
截至2020年11月，根據第七次全国人口普查顯示：容城縣常住人口為273164人。

## 交通
- 230国道过境。
- G18荣乌高速过境。

## 参看
- 雄安新区（雄县、安新县）
- 白洋淀站